# Omar Eldarov
Omar Eldarov (en azerí: Ömər Həsən oğlu Eldarov) es un escultor y pintor, miembro correspondiente de la Academia Nacional de Ciencias de Azerbaiyán (2001) y de la Academia Imperial de las Artes (1988).

## Vida

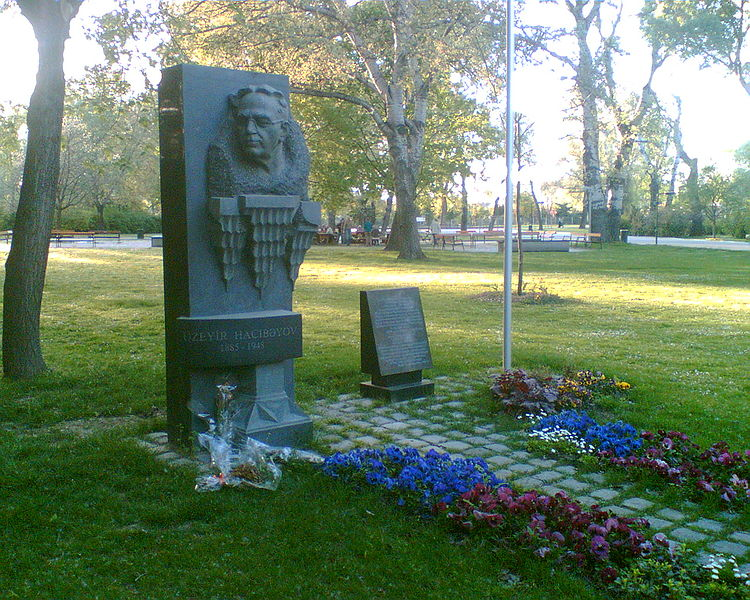
El monumento de Uzeyir Hajibeyov en Viena, en 2005

Omar Eldarov nació en Derbent el 21 de diciembre de 1927. En los años 1942-1945 estudió en el Colegio Estatal de Arte en nombre de Azim Azimzadeh. En 1951 se graduó en el Instituto de Pintura, Escultura y Arquitectura en nombre de Iliá Repin.
En 1980 se le otorgó el Premio Estatal de la Unión Soviética por el monumento de Sadriddin Aini en Dusambé (1979). Él fue galardonado con el Premio Estatal de la RSS de Azerbaiyán por el monumento de Prokofi Dzhaparidze en Bakú.
Omar Eldarov es el autor del retrato de Sattar Bahlulzade, el busto de Muslim Magomayev, el monumento de Fuzûlî, Khurshidbanu Natavan, Husein Yavid, Mammad Amin Rasulzadeh, Azim Azimzade, Tofig Guliyev,  el bajorrelieve de Rashid Behbudov, el busto de Nezamí Ganyaví en Cheboksary, el monumento de Heydər Əliyev y Zarifa Aliyeva en la Galería de Honor de Bakú,  el bajorrelieve de Uzeyir Hajibeyov en Viena.
De 1995 a 2000 Omar Eldarov fue el diputado de Asamblea Nacional de la República de Azerbaiyán. Desde 2001 es el rector de la Academia Estatal de Artes de Azerbaiyán.

## Premios
- Orden Heydar Aliyev (2017)[5]

- Orden Sharaf (2012)

- Orden Istiglal (1997)

- Orden de la Bandera Roja del Trabajo (1986)

- Premio Estatal de la Unión Soviética (1980)

- Medalla Conmemorativa por el Centenario del Natalicio de Lenin (1970)

- Orden de la Insignia de Honor (1959)